# Anne Jahren
Anne Jahren (née le 20 janvier 1963) est une ancienne fondeuse norvégienne.

## Jeux olympiques
- Jeux olympiques d'hiver de 1984 à Sarajevo 
  -  Médaille d'or en relais 4 × 5 km.
  -  Médaille de bronze sur 20 km.
- Jeux olympiques d'hiver de 1988 à Calgary 
  -  Médaille d'argent en relais 4 × 5 km.

## Championnats du monde
- Championnats du monde de ski nordique 1985 à Seefeld 
  -  Médaille d'argent en relais 4 × 5 km.
- Championnats du monde de ski nordique 1987 à Oberstdorf 
  -  Médaille d'or sur 10 km.
  -  Médaille d'argent en relais 4 × 5 km.
- Championnats du monde de ski nordique 1989 à Lahti 
  -  Médaille de bronze en relais 4 × 5 km.

## Coupe du monde
- Meilleur classement final: 3e en 1984.
- 12 podiums dont 2 victoires.

### Détail des victoires individuelles
| Date            | Lieu       | pays             | Compétition |
| --------------- | ---------- | ---------------- | ----------- |
| 22 février 1986 | Kavgolovo  | Union soviétique | 10 km TC    |
| 13 février 1987 | Oberstdorf | Allemagne        | 10 km TC    |

Légende :

TC = classique

TL = libre

MS = départ en masse

HS = départ avec handicap

PU = poursuite